# Isabelle Petter
Isabelle Catherine May Petter (Guildford, 27 de junio de 2000) es una jugadora británica de hockey sobre césped.

## Trayectoria
Petter tuvo su debut olímpico en Tokio 2020. En su primer juego olímpico llegó a las semifinales del torneo, pero perdió contra Países Bajos. Obtuvo la medalla de bronce al derrotar a India, en el partido por el tercer lugar.